# Ministre-président de Mecklembourg-Poméranie-Occidentale
Le ministre-président de Mecklembourg-Poméranie-Occidentale (en allemand : Ministerpräsident von Mecklenburg-Vorpommern) est le chef du gouvernement du Land de Mecklembourg-Poméranie-Occidentale.

## Historique des titulaires
| Nom                               | Nom               | Parti | Dates                                                       | Cabinets     | Majorité       |
| --------------------------------- | ----------------- | ----- | ----------------------------------------------------------- | ------------ | -------------- |
| Administration militaire puis RDA |                   |       |                                                             |              |                |
|                                   | Wilhelm Höcker    | SED   | 4 juillet 1945 – 20 juillet 1951 (6 ans et 16 jours)        | Höcker I     | Pas d'élection |
| Höcker II                         | Wilhelm Höcker    | SED   | 4 juillet 1945 – 20 juillet 1951 (6 ans et 16 jours)        | 87 / 90      |                |
| Höcker III                        | Wilhelm Höcker    | SED   | 4 juillet 1945 – 20 juillet 1951 (6 ans et 16 jours)        | 52 / 90      |                |
|                                   | Kurt Bürger       | SED   | 20 – 28 juillet 1951 (8 jours)                              | 52 / 90      | Bürger         |
|                                   | Bernhard Quandt   | SED   | 28 juillet 1951 – 23 juillet 1952 (11 mois et 25 jours)     | 52 / 90      | Quandt         |
| Allemagne réunifiée               |                   |       |                                                             |              |                |
|                                   | Alfred Gomolka    | CDU   | 27 octobre 1990 – 18 mars 1992 (1 an, 4 mois et 20 jours)   | Gomolka      | 33 / 66        |
|                                   | Berndt Seite      | CDU   | 19 mars 1992 – 2 novembre 1998 (6 ans, 7 mois et 14 jours)  | Seite I      | 33 / 66        |
| Seite II                          | Berndt Seite      | CDU   | 19 mars 1992 – 2 novembre 1998 (6 ans, 7 mois et 14 jours)  | 53 / 78      |                |
|                                   | Harald Ringstorff | SPD   | 3 novembre 1998 – 5 octobre 2008 (10 ans et 2 jours)        | Ringstorff I | 47 / 71        |
| Ringstorff II                     | Harald Ringstorff | SPD   | 3 novembre 1998 – 5 octobre 2008 (10 ans et 2 jours)        | 46 / 71      |                |
| Ringstorff III                    | Harald Ringstorff | SPD   | 3 novembre 1998 – 5 octobre 2008 (10 ans et 2 jours)        | 45 / 71      |                |
|                                   | Erwin Sellering   | SPD   | 5 octobre 2008 – 4 juillet 2017 (8 ans, 8 mois et 29 jours) | 45 / 71      | Sellering I    |
| Sellering II                      | Erwin Sellering   | SPD   | 5 octobre 2008 – 4 juillet 2017 (8 ans, 8 mois et 29 jours) | 45 / 71      |                |
| Sellering III                     | Erwin Sellering   | SPD   | 5 octobre 2008 – 4 juillet 2017 (8 ans, 8 mois et 29 jours) | 42 / 71      |                |
|                                   | Manuela Schwesig  | SPD   | Depuis le 4 juillet 2017 (7 ans, 8 mois et 10 jours)        | 42 / 71      | Schwesig I     |
| Schwesig II                       | Manuela Schwesig  | SPD   | Depuis le 4 juillet 2017 (7 ans, 8 mois et 10 jours)        | 43 / 79      |                |